# Karty szwajcarskie do gry

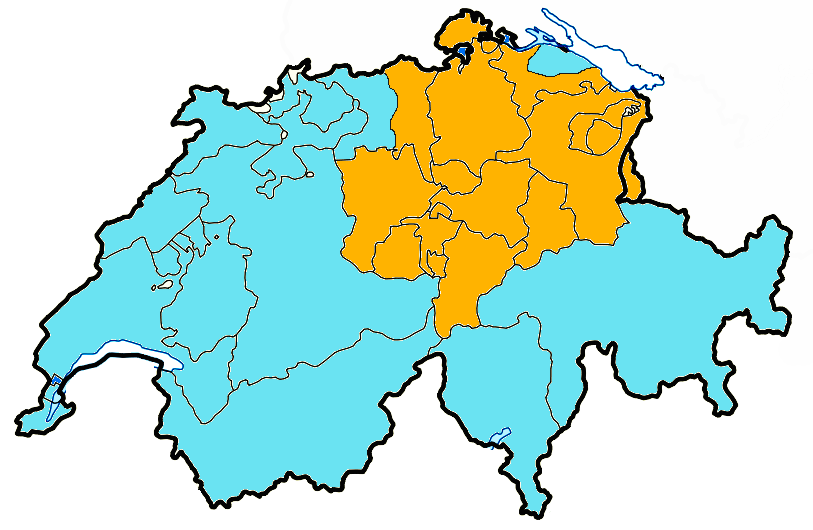
Obszar występowania tradycyjnego wzorca szwajcarskiego zaznaczono na pomarańczowo

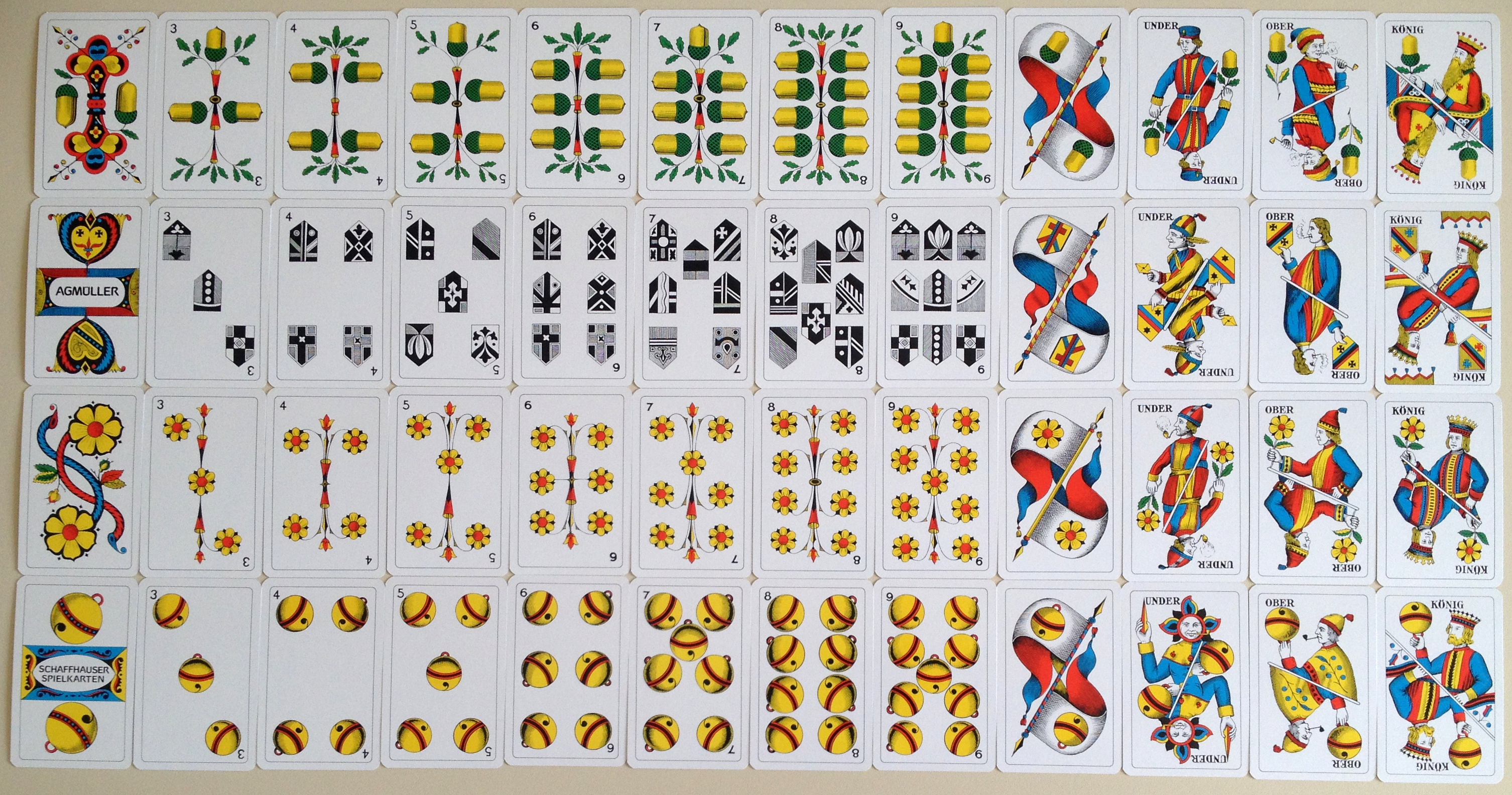
Pełna talia w stylu szwajcarskim.

Karty szwajcarskie do gry – talia, która składa się z 36 lub 48 kart o kolorach:
- Tarcz (odpowiednik pika w kartach francuskich)
- Kwiatów (odpowiednik kiera w kartach francuskich)
- Żołędzi (odpowiednik trefla w kartach francuskich)
- Dzwonków Janczarskich (odpowiednik kara w kartach francuskich)

Figury w kartach typu szwajcarskiego są niemal identyczne jak w kartach do gry w skata
- Król (odpowiednik króla w kartach francuskich)
- Wyżnik (odpowiednik damy w kartach francuskich)
- Niżnik (odpowiednik waleta w kartach francuskich)
- Chorągiew (odpowiednik dziesiątki w kartach francuskich)

oraz blotki
- dziewiątka
- ósemka
- siódemka
- szóstka
- dwójka (można ją interpretować jako as lub nazwać po swojsku tuzem)

Rzadziej można spotkać także talie, które zawierają piątkę, czwórkę i trójkę.
Wzór występuje na terenie Liechtensteinu oraz Szwajcarii, a dokładniej w kantonach: Szafuza, Zurych, Turgowia, Lucerna, Zug, St. Gallen, Appenzell Innerrhoden, Appenzell Ausserrhoden, Obwalden, Nidwalden, Uri, Schwyz i Glarus

## Historia

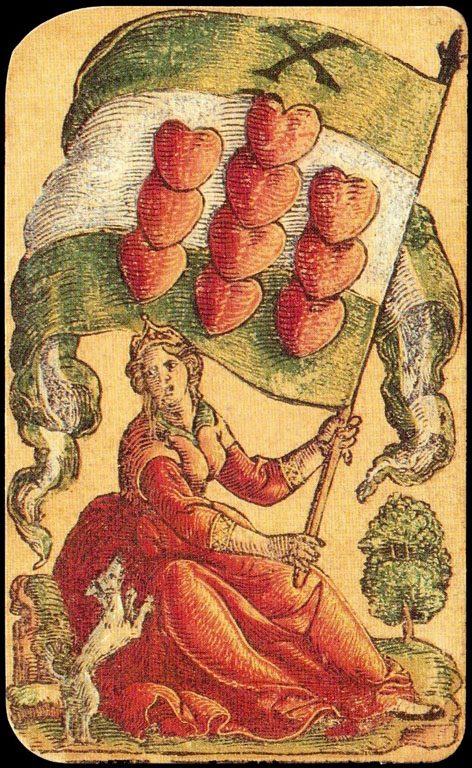
Chorągiew Czerwienna

Pierwsze karty pojawiły się w Szwajcarii około 1376 roku, a w roku 1377 zakonnik z Bazylei Jan opisał spotkaną przez niego talię kart. Talia zawierała wizerunki czterech królów siedzących na tronie, a każdy z nich miał swój symbol. Król miał dwóch swoich „poddanych”, jeden z nich miał symbol na górze, a drugi na dole. W XV wieku pojawił się szwajcarski system kolorów (tarcze, kwiaty, żołędzie i dzwonki). W większości talii wyprodukowanych w tamtych czasach król siedział na tronie, a wyżniki i niżniki stali trzymając swój symbol. Charakterystyczną cechą dla tego wzoru są chorągwie, które były popularne także na terenie południowych Niemiec, a zwłaszcza w okolicach Alp (jak na przykład talia autorstwa Petera Flötnera z roku 1545). Dziś chorągiew jako karta przetrwała tylko na terenie Szwajcarii.